# Régie des transports urbains dignois
Le réseau de bus Régie des transports urbains dignois est le réseau de transport de la ville de Digne-les-Bains, dessert la commune de Digne-les-Bains sur 4 lignes et 1 spéciale.

## Historique
En 2013, la Ville a acquis deux bus neuf et un d'occasion, ce qui porte à neuf le parc total sans compter le Flexitud. Ces nouveaux véhicules apportent un meilleur confort aux usagers mais aussi aux personnels. Par ailleurs, ils répondent aux dernières normes écologiques même s'ils sont équipés de moteur diesel. Ils sont tous climatisés et possèdent des rampes d'accès pour les personnes à mobilité réduite explique l'élu.

## Lignes du réseau

### Présentation
Le réseau de transport urbain RTUD est un service de transport en commun sur la commune de Digne-les-Bains.

### Lignes régulières
| Ligne | Caractéristiques | Caractéristiques           | Caractéristiques           | Caractéristiques           | Caractéristiques           | Caractéristiques                           | Caractéristiques                         | Caractéristiques           | Caractéristiques              |
| 1     | La ligne bleue | La ligne bleue             | La ligne bleue             | La ligne bleue             | La ligne bleue             | La ligne bleue                             | La ligne bleue                           | La ligne bleue             | La ligne bleue                |
| 1     | Les Augiers ⥋ Les Truyas | Les Augiers ⥋ Les Truyas   | Les Augiers ⥋ Les Truyas   | Les Augiers ⥋ Les Truyas   | Les Augiers ⥋ Les Truyas   | Les Augiers ⥋ Les Truyas                   | Les Augiers ⥋ Les Truyas                 | Les Augiers ⥋ Les Truyas   | Les Augiers ⥋ Les Truyas      |
| ----- | --- | -------------------------- | -------------------------- | -------------------------- | -------------------------- | ------------------------------------------ | ---------------------------------------- | -------------------------- | ----------------------------- |
| 1     | Ouverture / Fermeture — / — | Longueur —                 | Durée —                    | Nb. d’arrêts 30            | Matériel Standards         | Jours de fonctionnement L, Ma, Me, J, V, S | Jour / Soir / Nuit / Fêtes O / N / N / N | Voy. / an —                | Dépôt Digne-Service Technique |
| 1     | Desserte : Digne-les-Bains - Arrêts: Les Augiers – Centre commercial – Georges Pompidou – La Sèbe – Charles de Gaulle – Alexandra David Neel - Les Truyas |                            |                            |                            |                            |                                            |                                          |                            |                               |
| 1     | Autre : |                            |                            |                            |                            |                                            |                                          |                            |                               |
| 1     | Dernière actualisation : — |                            |                            |                            |                            |                                            |                                          |                            |                               |
| 2     | La ligne verte | La ligne verte             | La ligne verte             | La ligne verte             | La ligne verte             | La ligne verte                             | La ligne verte                           | La ligne verte             | La ligne verte                |
| 2     | Les Thermes ⥋ Champourcin |                            |                            |                            |                            |                                            |                                          |                            |                               |
| 2     | Ouverture / Fermeture — / — | Longueur —                 | Durée —                    | Nb. d’arrêts 16            | Matériel Standards         | Jours de fonctionnement L, Ma, Me, J, V, S | Jour / Soir / Nuit / Fêtes O / N / N / N | Voy. / an —                | Dépôt Digne-Service Technique |
| 2     | Desserte : Digne-les-Bains - Arrêts: Les Thermes – Cité Administrative – Charles de Gaulle – Alexandra David Neel – ZA les Arches – Champourcin           |                            |                            |                            |                            |                                            |                                          |                            |                               |
| 2     | Autre : |                            |                            |                            |                            |                                            |                                          |                            |                               |
| 2     | Dernière actualisation : — |                            |                            |                            |                            |                                            |                                          |                            |                               |
| 3     | La ligne rouge | La ligne rouge             | La ligne rouge             | La ligne rouge             | La ligne rouge             | La ligne rouge                             | La ligne rouge                           | La ligne rouge             | La ligne rouge                |
| 3     | Hôtel de Ville ⥋ Le Moulin |                            |                            |                            |                            |                                            |                                          |                            |                               |
| 3     | Ouverture / Fermeture — / — | Longueur —                 | Durée —                    | Nb. d’arrêts 10            | Matériel Midibus           | Jours de fonctionnement L, Ma, Me, J, V, S | Jour / Soir / Nuit / Fêtes O / N / N / N | Voy. / an —                | Dépôt Digne-Service Technique |
| 3     | Desserte : Digne-les-Bains - Arrêts: Hôtel de Ville – Gare Routière – La Gineste – Le Moulin                                                              |                            |                            |                            |                            |                                            |                                          |                            |                               |
| 3     | Autre : |                            |                            |                            |                            |                                            |                                          |                            |                               |
| 3     | Dernière actualisation : — |                            |                            |                            |                            |                                            |                                          |                            |                               |
| 5     | La ligne orange | La ligne orange            | La ligne orange            | La ligne orange            | La ligne orange            | La ligne orange                            | La ligne orange                          | La ligne orange            | La ligne orange               |
| 5     | Hôtel de Ville ⥋ Mairie de Gaubert |                            |                            |                            |                            |                                            |                                          |                            |                               |
| 5     | Ouverture / Fermeture — / — | Longueur —                 | Durée —                    | Nb. d’arrêts 19            | Matériel Midibus Minibus   | Jours de fonctionnement L, Ma, Me, J, V, S | Jour / Soir / Nuit / Fêtes O / N / N / N | Voy. / an —                | Dépôt Digne-Service Technique |
| 5     | Desserte : Digne-les-Bains - Arrêts: Charles de Gaulle – Base de loisirs – La Bléone – Ecole de Gaubert – Marie de Gaubert                                |                            |                            |                            |                            |                                            |                                          |                            |                               |
| 5     | Autre : |                            |                            |                            |                            |                                            |                                          |                            |                               |
| 5     | Dernière actualisation : — |                            |                            |                            |                            |                                            |                                          |                            |                               |
| S1    | La ligne spéciale scolaire | La ligne spéciale scolaire | La ligne spéciale scolaire | La ligne spéciale scolaire | La ligne spéciale scolaire | La ligne spéciale scolaire                 | La ligne spéciale scolaire               | La ligne spéciale scolaire | La ligne spéciale scolaire    |
| S1    | Les Augiers ⥋ Alexandra David-Néel |                            |                            |                            |                            |                                            |                                          |                            |                               |
| S1    | Ouverture / Fermeture — / — | Longueur —                 | Durée —                    | Nb. d’arrêts 20            | Matériel Standards         | Jours de fonctionnement L, Ma, Me, J, V    | Jour / Soir / Nuit / Fêtes O / N / N / N | Voy. / an —                | Dépôt Digne-Service Technique |
| S1    | Desserte : Digne-les-Bains - Arrêts: même arrêts que la ligne 1                                                                                           |                            |                            |                            |                            |                                            |                                          |                            |                               |
| S1    | Autre : |                            |                            |                            |                            |                                            |                                          |                            |                               |
| S1    | Dernière actualisation : — |                            |                            |                            |                            |                                            |                                          |                            |                               |

## Parc de véhicules
En août 2024, le parc d'autobus du réseau RTUD est composé de 12 véhicules dont 8 bus standards, 2 midibus et 2 minibus. Au sein de cette flotte, les autres véhicules sont équipés de hybride Diesel-électrique et les autres véhicules sont équipés de moteurs Diesel.

### Bus standards
| Constructeur  | Modèle               | Nombre | Numéros de parc | Période de mise en service | Affectation | Observation |
| ------------- | -------------------- | ------ | --------------- | -------------------------- | ----------- | ----------- |
| Heuliez Bus   | GX 327               | 1      | + 1 inconnu     | Avril 2009                 | 1, 2, S1    | –           |
| Mercedes-Benz | Citaro C1 Facelift   | 3      | + 3 inconnu     | Décembre 2011              | 1, 2, S1    | –           |
| Volvo         | 7900 S-Charge Hybrid | 4      | + 4 inconnu     | Décembre 2011              | 1, 2, S1    | –           |

### Midibus
| Constructeur  | Modèle   | Nombre | Numéros de parc | Période de mise en service | Affectation | Observation |
| ------------- | -------- | ------ | --------------- | -------------------------- | ----------- | ----------- |
| Mercedes-Benz | Citaro K | 2      | + 2 inconnu     | Août 2013                  | 3, 5        | –           |

### Minibus
| Constructeur | Modèle    | Nombre | Numéros de parc | Période de mise en service | Affectation | Observation |
| ------------ | --------- | ------ | --------------- | -------------------------- | ----------- | ----------- |
| Dietrich     | Master II | 1      | + 1 inconnu     | Décembre 2005              | 5           | –           |
| Vehixel      | Cytios 4  | 1      | + 1 inconnu     | Janvier 2016               | 5           | –           |